# Хіхи
Хіхи (пол. Chichy, нім. Kunzendorf) — село в Польщі, у гміні Маломиці Жаґанського повіту Любуського воєводства.
Населення — 405 осіб (2011).
У 1975-1998 роках село належало до Зеленогурського воєводства.

## Демографія
Демографічна структура станом на 31 березня 2011 року:
|          | Загалом | Допрацездатний вік | Працездатний вік | Постпрацездатний вік |
| -------- | ------- | ------------------ | ---------------- | -------------------- |
| Чоловіки | 201     | 38                 | 147              | 16                   |
| Жінки    | 204     | 42                 | 111              | 51                   |
| Разом    | 405     | 80                 | 258              | 67                   |